# Параллелограмм развития

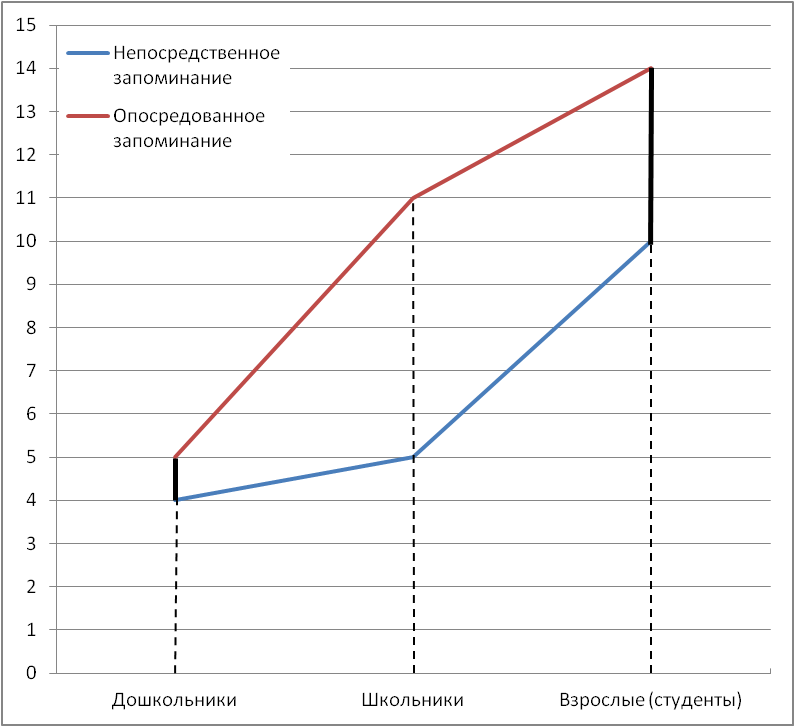
Параллелограмм развития. По оси абсцисс — возраст испытуемых. По оси ординат — число правильно воспроизведённых слов. По данным исследования А. Н. Леонтьева.

Параллелогра́мм разви́тия — единая закономерность происхождения и развития высших форм поведения человека, заключающаяся в переходе от непосредственных способов поведения сначала к внешне опосредованным с помощью символов-знаков, а затем к внутренне опосредованным, возникающим в процессе культурного развития формам — высшим психическим функциям.
Центральная в культурно-исторической теории Л. С. Выготского идея опосредствования высших психических функций была детально проанализирована А. Н. Леонтьевым на примере психологии запоминания и внимания. Результаты этого исследования были опубликованы в 1931 в монографии Леонтьева «Развитие памяти: Экспериментальное исследование высших психологических функций». А. Н. Леонтьев показал, что память современного человека представляет собой продукт культурно-исторического развития и идет через развитие запоминания с помощью внешних стимулов-знаков к запоминанию внутренне опосредствованному: осуществляется превращение интерпсихических процессов, распределенных между людьми, в интрапсихические, являющиеся достоянием индивида. Спустя более полувека сходные результаты относительно параллелограмма развития были получены американским психологом М. Коулом при изучении генезиса мышления в африканской и американской культурах.
Параллелограмм развития представляет собой графическое отображение результатов экспериментальных исследований одного из основных свойств высших психических функций — опосредствованности. Эти исследования были проведены А. Н. Леонтьевым с опорой на идеи Л. С. Выготского о двух родах стимулов (стимулах-объектах и стимулах-средствах) и с применением созданного Выготским и его сотрудниками метода двойной стимуляции. График, полученный в результате исследований, в действительности лишь напоминает параллелограмм: две кривые сближаются между собой и образуют фигуру, похожую на не вполне правильный параллелограмм с двумя отсеченными углами.

## Метод «двойной стимуляции»
Метод «двойной стимуляции» был впервые представлен Выготским не ранее 1927 года под названием «инструментального метода». Это метод исследования высших психологических функций, разработанный на основе теории Л. С. Выготского об их знаково-опосредствованном характере. по этому методу (методике) исследование осуществляется с помощью двух рядов стимулов: один ряд стимулов выполняет функцию объекта, на который направлена деятельность испытуемого, а другой ряд — функцию стимулов-средств (знаков), с помощью которых эта деятельность организуется.
Впервые метод двойной стимуляции был применён в совместном исследовании Выготского и Сахарова при изучении процесса образования понятий. Примененный в этом исследовании вариант метода известен как методика Выготского — Сахарова. Однако он также использовался и в других исследованиях при изучении опосредствованных процессов памяти А. Н. Леонтьевым и А. Р. Лурией, поэтому этот метод можно рассматривать как целый вид методик, основанных на принципе знакового опосредствования.

## Экспериментальное исследование памяти
В исследовании приняли участие 1200 испытуемых: дети дошкольного возраста (4-5, 6-7 лет), дети школьного возраста (7-12 лет, 10-14 лет, 12-16 лет), студенты (22-28 лет). Эксперимент состоял из четырёх серий. В первой серии испытуемым предлагалось запомнить ряд из десяти бессмысленных слогов. Во всех остальных сериях в качестве материала для запоминания использовались ряды из 15 слов. В третьей и четвертой серии испытуемым предлагалось выбрать одну из 30 карточек с картинками, чтобы потом с ее помощью вспомнить слово. Картинки не были напрямую связаны по содержанию со словами.
При анализе полученных результатов была обнаружена следующая закономерность: начиная с дошкольного возраста, темп развития запоминания с использованием внешних средств превышает темп развития запоминания без помощи карточек. Однако начиная со школьного возраста показатели внешне непосредственного запоминания растут быстрее, чем показатели опосредствованного запоминания с помощью карточек.
Введение в эксперимент второго ряда стимулов-знаков (карточек с картинками) не повышает эффективности запоминания у дошкольников: запоминание все еще остается непосредственным. На следующем этапе развития запоминания введение стимулов знаков у школьников значительно повышает эффективность запоминания: это момент наибольшего расхождения показателей второй (непосредственное запоминание) и третьей (опосредованное запоминание) серии. Однако с этого момента темп возрастания показателей в обеих сериях изменяется: происходит более медленный рост показателей внешне опосредствованного запоминания, он как бы продолжает темп развития непосредственного запоминания. На следующем этапе (взрослые) за счет вращивания внешних стимулов-средств осуществляется переход к внешне непосредственному запоминанию и показатели двух серий снова сближаются.
Наиболее простое выражение динамики этих двух линий развития памяти — «параллелограмм развития», пара противоположных углов которого образуется сближением показателей второй и третьей серии в верхнем и нижнем пределах, а два других угла, соединяющиеся более короткой диагональю, соответствуют моменту наибольшего расхождения показателей непосредственного и опосредствованного запоминания.
Таким образом, принцип параллелограмма отражает общий закон развития высших знаковых форм памяти по линии превращения внешне опосредованного запоминания в запоминание внутренне опосредованное.

## Экспериментальное исследованиевнимания
В исследовании приняли участие 30 испытуемых — дети дошкольного, школьного возраста и взрослые. Эксперимент проводился в форме игры, с возможностью выиграть определенную «премию». В каждой серии задавалось восемнадцать вопросов, семь из которых были вопросами о цветности вещей. На каждый вопрос нужно было ответить одним словом как можно быстрее, а на вопрос о цвете — обязательно названием цвета. В первой серии какие-либо дополнительные ограничения отсутствовали. Во второй серии нельзя было повторять дважды название одного цвета и назвать два запрещенных цвета. В третьей и четвертой серии в качестве вспомогательного средства предлагалось использовать девять цветных карточек.
Решение задачи без карточек являлось достаточно сложным даже для взрослых испытуемых. Дети дошкольного возраста легко научались использовать карточки для решения задачи уже в третьей серии. Если дошкольники не могли успешно воспользоваться карточками для решения задачи в третьей серии, перед четвертой серией им показывали, как это сделать на примере других испытуемых. Однако, как правило, даже в этом случае дошкольники лишь внешне подражали увиденному и не могли успешно воспользоваться карточками.
Расхождение между показателями второй и третьей серии у дошкольников минимально: карточки не только не помогают, но даже мешают дошкольнику справиться с поставленной задачей. Результаты школьников в третьей серии значительно возрастают в связи с успешным использованием карточек. Использование карточек взрослыми также улучшает результаты.
Таким образом, полученные результаты согласуются с результатами исследования памяти, а их графическое отображение повторяет по форме график, полученный в исследовании памяти, и также напоминает параллелограмм.